# Bill Posey
William "Bill" Posey, född 18 december 1947 i Washington, D.C., är en amerikansk republikansk politiker. Han representerar delstaten Floridas 15:e distrikt i USA:s representanthus sedan 2009.
Posey flyttade 1956 till Florida då hans far anställdes av NASA. Han studerade vid Brevard Junior College (numera Brevard Community College) i Brevard County. Han arbetade sedan själv en tid på NASA. Han grundade senare ett eget företag inom fastighetsbranschen.
Kongressledamoten Dave Weldon kandiderade inte till omval i kongressvalet i USA 2008. Posey vann valet och efterträdde Weldon i representanthuset i januari 2009.